# 大人なのよ!/1億3千万総ダイエット王国
「大人なのよ!/1億3千万総ダイエット王国」（おとななのよ!/いちおくさんぜんまんそうダイエットおうこく）は、Berryz工房の34枚目のシングル。2014年2月19日にアップフロントワークス（PICCOLO TOWNレーベル）から発売された。

## 概要
初回限定盤A・B・C、通常盤A・Bの5形態で発売。初回限定盤A・B・CはCD＋DVD、通常盤A・BはCDのみ。全ての初回限定盤にイベント抽選シリアルナンバーカードが封入されている。通常盤の初回仕様にはトレカサイズ生写真ソロ7種+集合1種がランダムで封入されている（通常盤A：「大人なのよ!」Ver.・通常盤B：「1億3千万総ダイエット王国」Ver.）。

## 収録曲
全作詞・作曲：つんく

### 初回限定盤A・C、通常盤A
1. 大人なのよ! [4:56]
編曲：平田祥一郎
2. 1億3千万総ダイエット王国 [4:30]
編曲：江上浩太郎
3. 大人なのよ! (Instrumental) [4:56]
4. 1億3千万総ダイエット王国 (Instrumental) [4:30]

#### 初回限定盤A付属DVD
1. 大人なのよ! (Music Video)
2. 大人なのよ! (Making Film)

#### 初回限定盤C付属DVD
1. 大人なのよ! (Close-up Ver.)
2. 1億3千万総ダイエット王国 (Close-up Ver.)
3. 大人なのよ! (Dance Shot Ver.)
4. 1億3千万総ダイエット王国 (Dance Shot Ver.)

### 初回限定盤B、通常盤B
1. 1億3千万総ダイエット王国 [4:30]
2. 大人なのよ! [4:56]
3. 1億3千万総ダイエット王国 (Instrumental) [4:30]
4. 大人なのよ! (Instrumental) [4:56]

#### 初回限定盤B付属DVD
1. 1億3千万総ダイエット王国 (Music Video)
2. 1億3千万総ダイエット王国 (Making Film)

## 参加ミュージシャン
大人なのよ!
- プログラミング：平田祥一郎
- コーラス：CHINO

1億3千万総ダイエット王国
- プログラミング：江上浩太郎
- コーラス：CHINO・清水佐紀・山尾正人